# Gynoplistia doddi
Gynoplistia doddi är en tvåvingeart som beskrevs av Alexander 1921. Gynoplistia doddi ingår i släktet Gynoplistia och familjen småharkrankar. Inga underarter finns listade i Catalogue of Life.